# Mike Porcaro

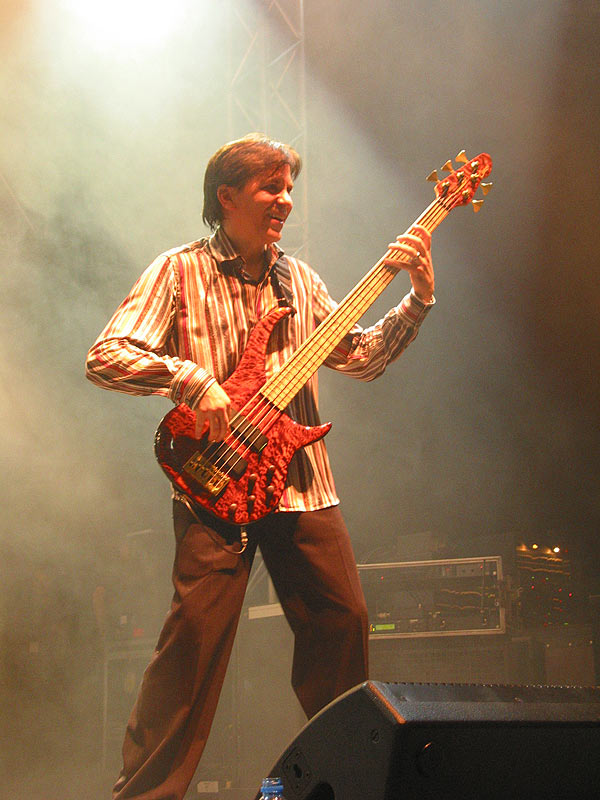
Mike Porcaro

Michael "Mike" Porcaro, född 29 maj 1955 i South Windsor, Connecticut, död 15 mars 2015 i Los Angeles, Kalifornien, var en amerikansk musiker. Han var mest känd som basist i gruppen Toto, som han uppträdde och turnerade med från 1982 till 2007.
Mike Porcaro var son till trummisen och slagverkaren Joe Porcaro samt bror till Jeff Porcaro och Steve Porcaro, båda originalmedlemmar i Toto. Mike Porcaro ersatte basisten David Hungate i Toto 1982, efter att Hungate valt att lämna gruppen.
2007 slutade Mike Porcaro att turnera med gruppen efter att ha diagnosticerats med nervsjukdomen ALS. År 2010 valde flera tidigare medlemmar i Toto, efter att gruppen splittrats 2008, att återförenas och göra en turné i Europa för att hedra Mike Porcaro.